# Mistrovství světa ve veslování 2001
Mistrovství světa ve veslování 2001 byl v pořadí 30. šampionát konaný mezi 24. a 31. srpnem 2003 na jezeře Rotsee ve švýcarském Luzernu.
Každoroční veslařská regata trvající jeden týden je organizována Mezinárodní veslařskou federací (International Rowing Federation; FISA) obvykle na konci léta severní polokoule. V neolympijských letech představuje mistrovství světa vyvrcholení mezinárodního veslařského kalendáře a v roce, jenž předchází olympijským hrám, představuje jejich hlavní kvalifikační událost. V olympijských letech pak program mistrovství zahrnuje pouze neolympijské disciplíny.

## Medailové pořadí
| Pořadí | Země               | Zlato | Stříbro | Bronz | Celkem |
| ------ | ------------------ | ----- | ------- | ----- | ------ |
| 1      | Německo            | 6     | 1       | 2     | 9      |
| 2      | Spojené království | 4     | 0       | 1     | 5      |
| 3      | Austrálie          | 3     | 0       | 0     | 3      |
| 3      | Irsko              | 3     | 0       | 0     | 3      |
| 5      | Itálie             | 2     | 3       | 3     | 8      |
| 6      | Francie            | 2     | 1       | 2     | 5      |
| 6      | Rumunsko           | 2     | 1       | 2     | 5      |
| 8      | Rakousko           | 1     | 0       | 0     | 1      |
| 8      | Maďarsko           | 1     | 0       | 0     | 1      |
| 8      | Norsko             | 1     | 0       | 0     | 1      |
| 11     | Nizozemsko         | 0     | 3       | 1     | 4      |
| 12     | Dánsko             | 0     | 3       | 0     | 3      |
| 12     | Nový Zéland        | 0     | 3       | 0     | 3      |
| 14     | Polsko             | 0     | 2       | 0     | 2      |
| 15     | Bělorusko          | 0     | 1       | 2     | 3      |
| 15     | USA                | 0     | 1       | 2     | 3      |
| 17     | Slovinsko          | 0     | 1       | 1     | 2      |
| 18     | Chorvatsko         | 0     | 1       | 0     | 1      |
| 18     | Řecko              | 0     | 1       | 0     | 1      |
| 18     | Rusko              | 0     | 1       | 0     | 1      |
| 18     | Jugoslávie         | 0     | 1       | 0     | 1      |
| 22     | Česko              | 0     | 0       | 2     | 2      |
| 22     | Japonsko           | 0     | 0       | 2     | 2      |
| 24     | Argentina          | 0     | 0       | 1     | 1      |
| 24     | Kanada             | 0     | 0       | 1     | 1      |
| 24     | Jižní Afrika       | 0     | 0       | 1     | 1      |
| 24     | Švýcarsko          | 0     | 0       | 1     | 1      |
| Celkem | Celkem             | 24    | 24      | 24    | 72     |

## Přehled medailí

### Mužské disciplíny
| Disciplína                      | Zlato | Čas     | Stříbro | Čas     | Bronz | Čas     |
| Skif M1x                        | Norsko Olaf Tufte | 6:43,04 | Slovinsko Iztok Čop | 6:43,36 | Česko Václav Chalupa | 6:43,62 |
| Dvojskif M2x                    | Maďarsko Akos Haller Tibor Peto | 6:14,16 | Francie Adrien Hardy Sébastien Vieilledent | 6:14,29 | Itálie Rossano Galtarossa Alessio Sartori | 6:14,43 |
| Párová čtyřka M4x               | Německo Christian Schreiber André Willms Marco Geisler Andreas Hajek                                                                                             | 5:40,89 | Nizozemsko Geert Cirkel Dirk Lippits Diederik Simon Michiel Bartman                                                                                         | 5:42,64 | Itálie Nicola Sartori Mattia Righetti Franco Berra Simone Raineri                                                                                     | 5:42,87 |
| Dvojka s kormidelníkem M2+      | Spojené království James Cracknell Matthew Pinsent Neil Chugani (k)                                                                                              | 6:49,33 | Itálie Mattia Trombetta Lorenzo Carboncini Andrea Monizza (k)                                                                                               | 6:49,75 | Rumunsko Cornel Nemtoc Ioan Florariu Marin Gheorghe (k)                                                                                               | 6:54,45 |
| Dvojka bez kormidelníka M2-     | Spojené království James Cracknell Matthew Pinsent | 6:27,57 | Jugoslávie Đorđe Višacki Nikola Stojić | 6:27,59 | Jižní Afrika Ramon di Clemente Donovan Cech | 6:29,31 |
| Čtyřka s kormidelníkem M4+      | Francie Gilles Bosquet Vincent Gazan Vincent Millot Sidney Chouraqui Cristophe Lattaignant (k)                                                                   | 6:08,25 | Itálie Luca Agamennoni Edoardo Verzotti Massimo Cascone Luca Ghezzi Gianluca Barattolo (k)                                                                  | 6:09,71 | Spojené království Chris Martin Henry Adams Alex Partridge Dan Ouseley Peter Rudge (k)                                                                | 6:11,62 |
| Čtyřka bez kormidelníka M4-     | Spojené království Toby Garbett Steve Williams Ed Coode Rick Dunn                                                                                                | 5:48,98 | Německo Sebastian Thormann Paul Dienstbach Philipp Stueer Bernd Heidicker                                                                                   | 5:50,56 | Slovinsko Jani Klemencic Milan Janša Rok Kolander Matej Prelog                                                                                        | 5:52,23 |
| Osma M8+                        | Rumunsko Daniel Mastacan Florin Corbeanu Cornel Nemtoc Ioan Florariu Ovidiu Cornea Andrei Banica Gheorghe Pirvan Vasile Mastacan Marin Gheorghe (k)              | 5:27,48 | Chorvatsko Oliver Martinov Damir Vučičić Tomislav Smoljanović Nikša Skelin Siniša Skelin Krešimir Čuljak Igor Boraska Branimir Vujević Silvijo Petriško (k) | 5:28,47 | Německo Sebastian Schulte Thorsten Engelmann Johannes Dobershütz Stephan Koltzk Jörg Diessner Enrico Schnabel Ulf Siems Michael Ruhe Peter Thiede (k) | 5:29,41 |
| Skif LV LM1x                    | Irsko Sam Lynch | 6:49,38 | Itálie Stefano Basalini | 6:51,71 | Česko Michal Vabroušek | 6:53,02 |
| Dvojskif LV LM2x                | Itálie Elia Luini Leonardo Pettinari | 6:16,75 | Polsko Tomasz Kucharski Robert Sycz | 6:19,45 | Francie Fabrice Moreau Thibaud Chapelle | 6:20,30 |
| Párová čtyřka LV LM4x           | Itálie Daniele Gilardoni Luca Moncada Mauro Baccelli Filippo Mannucci                                                                                            | 5:50,76 | Řecko Nikolaos Skiathitis Ioannis Korkouritis Vasileios Polymeros Panagiotis Miliotis                                                                       | 5:52,87 | Japonsko Akio Yano Hitoshi Hase Atsushi Obata Kazuaki Mimoto                                                                                          | 5:54,19 |
| Dvojka bez kormidelníka LV LM2- | Irsko Gearoid Towey Tony O'Connor | 6:34,72 | Nizozemsko Simon Kolkman Robert van der Vooren | 6:36,40 | Itálie Massimo Guglielmi Giuseppe Del Gaudio | 6:36,99 |
| Čtyřka bez kormidelníka LV LM4- | Rakousko Sebastian Sageder Bernd Wakolbinger Wolfgang Sigl Martin Kobau                                                                                          | 5:53,55 | Dánsko Thomas Ebert Thor Kristensen Soeren Madsen Eskild Ebbesen                                                                                            | 5:54,36 | Francie Laurent Porchier Jean-Christophe Bette Yves Hocdé Xavier Dorfman                                                                              | 5:55,55 |
| Osma LV LM8+                    | Francie Jean-Babtiste Dupy Erwan Peron Laurent Porchier Franck Bussiere Pascal Touron Jean-Christophe Bette Yves Hocdé Xavier Dorfman Christophe Lattaignant (k) | 5:37,21 | Dánsko Morten Riis Stephan Moelvig Thomas Croft Kenneth Buelow Rasmus Hjortshoej Svend Pedersen Jesper Krogh Morten Hansen Sebastian Claus (k)              | 5:37,99 | USA Erik Miller Eric Feins Gavin Blackmore Thomas Paradiso John Cashman Ben Cotting-Gagne John Wall Eric Kratochvil Bill McManus (k)                  | 5:38,80 |

### Ženské disciplíny
| Disciplína                      | Zlato | Čas     | Stříbro | Čas     | Bronz | Čas     |
| Skif W1x                        | Německo Katrin Rutschowová | 7:19,25 | Rusko Julia Levinová | 7:23,28 | Bělorusko Jekatěrina Karstenová | 7:25,18 |
| Dvojskif W2x                    | Německo Kathrin Boronová Kerstin El Qalqili-Kowalski | 6:50,20 | Nový Zéland Georgina Eversová-Swindellová Caroline Eversová-Swindellová | 6:51,73 | Bělorusko Jekatěrina Karstenová Volna Berazniova | 6:52,72 |
| Párová čtyřka W4x               | Německo Peggy Waleská Marita Scholzová Manuela Lutzeová Manja Kowalská                                                                                         | 6:12,95 | Nový Zéland Sonia Waddellová Paula Twiningová Caroline Eversová-Swindellová Georgina Eversová-Swindellová                                                                          | 6:15,35 | USA Sarah Jonesová Carol Skricki Hilary Gehmanová Laura Rauchfussová                                                                                                | 6:18,30 |
| Dvojka bez kormidelnice W2-     | Rumunsko Georgeta Damianová Viorica Susanuová | 7:01,27 | Bělorusko Olga Tratsevskaya Yuliya Bichyk | 7:03,51 | Kanada Jacqui Cooková Karen Clarková | 7:05,52 |
| Čtyřka bez kormidelnice W4-     | Austrálie Jane Robinsonová Julia Wilsonová Jo Lutzová Victoria Robertsová                                                                                      | 6:27,23 | Nový Zéland Jackie Abrahamová-Lawrieová Kate Robinsonová Rochelle Saundersová Nicola Colesová                                                                                      | 6:28,58 | Nizozemsko Christine Vinková Carin ter Beeková Anneke Venema Femke Dekkerová                                                                                        | 6:30,81 |
| Osma W8+                        | Austrálie Jodi Winterová Jo Lutzová Julia Wilsonová Jane Robinsonová Emily Martinová Rebecca Sattin Victoria Robertsová Kristina Larsenová Carly Bilsonová (k) | 6:03,66 | Rumunsko Elena Pirvanová Aurica Bărăscu Natalita Berteanu-Pelin Elena Gavrilescu Mihaela Nastasa Doina Spircu-Craciunová Georgeta Damianová Viorica Susanuová Rodica Anghelová (k) | 6:04,96 | Německo Silke Güntherová Anja Pyritzová Dana Pyritzová Britta Holthausová Susanne Schmidtová Sandra Goldbachová Maja Tucholkeová Lenka Wechová Annina Ruppelová (k) | 6:05,32 |
| Skif LV LW1x                    | Irsko Sinead Jenningsová | 7:33,20 | Nizozemsko Mirjam ter Beeková | 7:34,43 | Švýcarsko Pia Vogelová | 7:36,26 |
| Dvojskif LV LW2x                | Německo Janet Raduenzelivá Claudia Blasbergová | 6:55,55 | Polsko Katarzyna Demianiuková Ilona Mokronowská | 6:58,02 | Rumunsko Monica Eremia-Stanová Irina Acsinte | 6:58,97 |
| Párová čtyřka LV LW4x           | Austrálie Catriona Roachová Sally Causby Amber Halliday Josephine Lipsová                                                                                      | 6:29,68 | USA Marny Jaastadová Abigail Cromwellová Jennifer Edwardsová Stacey Borgmanová | 6:32,64 | Nizozemsko Mariel Pikkemaatová Maud Klinkersová Aukje Zuidema Hedi Pootová                                                                                          | 6:33,70 |
| Dvojka bez kormidelnice LV LW2- | Spojené království Sarah Birchová Jo Nitschová | 7:23,00 | USA Suzanne Waltherová Michelle Borkhuisová | 7:25,37 | Argentina Patricia Conteová Elina Urbanová | 7:26,02 |